# Голям Сао Пауло
Голям Сао Пауло е метрополен регион в Бразилия. Той е 7-ият по население метрополен регион в света, най-големият в Южна Америка и най-големият в Бразилия. Населението му варира според различните дефиниции за метрополния регион от 19 889 559 до 27 640 577 жители (2009 – 2010 г.). Площта му варира според дефиницията от 8051 кв. км до 23 061,90 кв. км. Според една от дефинициите включва град Сао Пауло и още 39 общини. Той е промишленият център на Бразилия. Фирми като Фолксваген и Форд произвеждат продуктите си тук.